# کوه پیزا
کوه پیزا روستایی در دهستان پارود بخش پارود شهرستان راسک استان سیستان و بلوچستان ایران است.

## جمعیت
بر پایه سرشماری عمومی نفوس و مسکن در سال ۱۳۹۵ جمعیت این روستا ۳۱۷ نفر (۸۰خانوار) بوده‌است.